# Ivor McIntyre
Ivor Ewing McIntyre (Kent, Reino Unido, 6 de outubro de 1899 - 12 de março de 1928, Adelaide, Austrália) foi um piloto da Real Força Aérea Australiana (RAAF). Ficou conhecido a nível nacional juntamente com Stanley Goble quando ambos se tornaram nos primeiros homens a circumnavegarem o continente australiano por via aérea. Dois anos mais tarde, sob o comando do Capitão de Grupo Richard Williams, McIntyre pilotou o avião do primeiro voo internacional realizado por um avião e tripulação da RAAF; este feito valeu-lhe a Cruz da Força Aérea. Nascido e criado na Inglaterra, McIntyre serviu no Royal Naval Air Service e da Real Força Aérea durante a Primeira Guerra Mundial, antes de se juntar à RAAF. Deixou a força aérea em 1927 para se tornar instrutor no ramo da Austrália Meridional do Aero Clube Australiano, tendo falecido no ano seguinte devido a um acidente aéreo.